# Сулимівський провулок (Київ)
Прову́лок Сулимівський — зниклий провулок, що існував у Подільському районі міста Києва, місцевість Сирець, Куренівка.

## Історія
Провулок виник у середині XX століття під назвою Нова. 
Назву Сулимівський провулок набув у 1955 році відповідно до Рішення виконавчого комітету Київської міської Ради депутатів трудящих від 5 липня 1955 року № 857 «Про перейменування вулиць м. Києва». Носив назву на честь гетьмана Івана Сулими.
Ліквідований 1971 року у зв'язку зі зміною забудови відповідно до Рішення виконавчого комітету Київської міської Ради депутатів трудящих від 5 вересня 1977 року № 1350 «Про перейменування та впорядкування найменувань вулиць м. Києва».